# آگوستینو گاروفالو
آگوستینو گاروفالو (انگلیسی: Agostino Garofalo؛ زادهٔ ۲۹ سپتامبر ۱۹۸۴) بازیکن فوتبال اهل ایتالیا است.
از باشگاه‌هایی که در آن بازی کرده‌است می‌توان به باشگاه فوتبال اسپتزیا، باشگاه فوتبال مودنا، باشگاه فوتبال تورینو، باشگاه فوتبال سالرنیتانا، باشگاه فوتبال باری، باشگاه فوتبال روبور سیه‌نا، و باشگاه فوتبال نووارا اشاره کرد.